# Ignacy Zieliński (zm. 1835)
Ignacy Zieliński herbu Świnka (ur. 17 lipca 1781 lub 1777 w Kowalewie, zm. 23 sierpnia 1835 w Warszawie) – pułkownik w Armii Księstwa Warszawskiego, radca stanu, członek Rady Stanu Królestwa Kongresowego w 1830 roku, prezes Izby Obrachunkowej, kontroler generalny Królestwa Polskiego, członek Rządu Tymczasowego Królestwa Polskiego (1831-1832), członek Rady Administracyjnej, członek Komisji Najwyższej Egzaminacyjnej w Królestwie w 1829 roku.
Był odznaczony polskimi Orderem św. Stanisława I i II kl. (1825 i 1818) i Krzyżem Kawalerskim Krzyża Wojskowego Polskiego, a także rosyjskimi Orderem św. Włodzimierza II kl. (1834) i Orderem św. Anny I kl (1829).